# Hauho
Hauho is een voormalige gemeente in de Finse provincie Zuid-Finland en in de Finse regio Kanta-Häme. In 2009 werd deze evenals Kalvola, Lammi, Renko en Tuulos bij de stad Hämeenlinna gevoegd. 
De gemeente had een oppervlakte van 357 km² en telde 3970 inwoners in 2007.

## Geboren in Hauho
- Jukka Rangell (1894), politicus

## Partnersteden
- Tierp (Zweden)